# حسين تالا
حسين تالا هو طبيب وسياسي إيراني، ولد في 1969 في طهران في إيران. نشط حزبياً في جبهة ثبات الثورة الإسلامية.